# Avantgardey
Avantgardey（日語：アバンギャルディ）是由編舞家akane（前登美丘高校舞蹈部指導老師）製作的日本女子舞蹈團體。2022年成立，部份成員畢業於登美丘高校。

## 經歷
在2022年5月，日本電視台舉辦了一場名為「THE DANCE DAY」的舞蹈競賽，編舞家akane從她領導的舞蹈團隊「アカネキカク」中精心挑選了20位技術出眾且表情豐富、被認為「有趣」的成員組成了一個特別的舞蹈團體。akane負責編舞和製作，她挑選了那些能客觀看待自己、理解「做出這樣的表情會讓人感到愉快」並且能夠表達出該種感覺的成員。在「THE DANCE DAY」競賽中，有一項規定是參賽作品必須使用日本樂曲，因此akane選擇了她喜愛的昭和時代歌謡曲。團隊成員的服裝也被設計成跳脫裙（jumper skirt）的昭和制服風格，並搭配了齊耳短髮的髮型。
在2023年的第二屆「THE DANCE DAY」舞蹈大賽中，這個團體再次以其獨特且帶有喜劇色彩的舞蹈風格參賽，並成功晉級到了決賽階段。
2023年6月，這個舞蹈團體參加了美國NBC電視台的選秀節目《美国达人》第18季的比賽。他們在節目中表演了岩崎宏美的歌曲「灰姑娘蜜月」，這首歌引起了廣泛討論。這首歌的1.14倍速加快版由Victor娛樂發行，並開始在線上流媒體平台上提供。在9月28日的準決賽中，他們表演了一支搭配YOASOBI的歌曲「偶像」的舞蹈。儘管在半決賽中被淘汰，但評審和觀眾透過外卡投票讓他們復活，成為10年來第一個晉級決賽的日本團隊。在決賽中，他們表演了ABBA的歌曲「Money, Money, Money」的舞蹈。雖然最終未能進入前五名，但他們在社交媒體上引起了廣泛的關注和討論。
2023年11月21日，這支舞蹈團體被《VOGUE JAPAN》雜誌評選為「2023年值得關注人物」之一，這個榮譽是針對在時尚界具有強烈影響力、跨越國界和世代，為人們帶來力量的33位成員所組成的8組團體。他們隨後在該雜誌的2024年1月刊中亮相。

## 成員
這支舞蹈團隊目前有17位成員，包括nona（ノナ）、pani（パニ）、moca（モカ）、fuka（フウカ）、seira（セイラ）、nagano（ナガノ）、ayane（アヤネ）、oya（オヤ）、sono（ソノ）、harune（ハルネ）、miyuu（ミユウ）、macchan（マッチャン）、aimu（アイム）、kotone（コトネ）、kohana（コハナ）、chacha（チャチャ）、ui（ウイ）。原先團隊有20位成員，但在2023年8月1日，kanami（カナミ）離隊後，人數減至19人。其中，包括資深成員nona在內，多位成員是由akane指導，畢業於大阪府立登美丘高等學校舞蹈部。
aoi（アオイ）和rico（リコ）正式官方宣佈於2024年4月6日畢業離團。成員人數降至17人。

## 廣告宣傳 / 合作
- Google Pixel 8“Avantgardey舞蹈團隊成員哄逗嬰兒的可愛表情！”CM
- JSBC雪城 23'-24' CM[14]
- JRA中京競馬場第24屆冠軍盃(GI)的公關舞蹈影片「戲劇化的冠軍們」[15]
- 迪士尼電影《幽靈公館》公關舞蹈影片[16][17]
- 巴黎聖日耳曼足球俱樂部PSG 日本巡演2023舞蹈影片[18]
- 曼徹斯特城足球俱樂部日本巡演合作影片
- 線上英語對話《原生營》CM[19]
- 電影《大家之歌》舞蹈表演[20][21]
- 進研ゼミ高校講座「按自己的方式前進！」短片
- 軟銀的「軟銀初登場優惠」舞蹈影片
- 菲律賓Bloomberry Resorts Corp奎松市Solaire North賭場
- 亞瑟士旗下鬼冢虎品牌
- 昭和產業魔法系列食品
- 春山服裝品牌 - 商務服
- 鈴木自動車代言人
- Crocs品牌洞洞鞋
- 元宇宙娛樂平台MetaSpaceX代言人
- 日清食品台灣米飯
- 日本時尚購物場PARCO Grand Bazer
- 日本JINS眼鏡店台灣分店合作代言
- 香港「海洋公園」合作代言
- 豐田通商系統 TTS PITTO Face+ 網路影像廣告
- 電影「那是誰?（日語：あのコはだぁれ？）」舞台招待表演
- 2024年9月24日 香港尖沙咀海港城植村秀｢shu uemura x avantgardey｣ 全球首間快閃美妝便利店特別演出
- 日本LEVEL-5遊戲《Holy Horror Mansion》聯合代言人之一
- 佳存鈣片「UC-II 關節配方」廣告
- 2024年9月27日 - 台灣「Avantgardey x GU」廣告宣傳（該廣告也邀請藝人坤達共演）
- 2024年10月15日 - 台灣新光三越百貨的週年慶宣傳廣告

## 電視節目
- TBS 电视剧《雷之奏》开幕[22]
- FNS歌謠祭Summer（2023年7月12日）平原綾香 x Avantgardey合作“偶像”[23]
- 阿贝玛《日本达人秀》晋级决赛
- TBS“拉维特！”（2023年3月13日）“海鸥飞翔的那一天”
- TBS「善力呼吁～亚当剧场～」[24][25]（2022年7月25日）
- 「第74回NHK紅白歌合戰」中參與YOASOBI《偶像》中的舞蹈部份（2023年12月31日）
- 台灣中華文化總會「2024 WE ARE我們的除夕夜」[26]
- 富士電視台「鬧鐘電視 (日語：めざましテレビ)」2024年7月30日

## MV
- 史蒂夫·青木《HiroQuest Anthem》[27]

## 公演
- 2022年11月11日 - 新加坡“YouTube Fanfest YTFF10”
- 2023年1月28日 -《GMO SONIC 2023》史蒂夫·青木舞台（埼玉超级竞技场）“[28]
- 2023年1月31日 - “SUPERSONIC OSAKA 2023”史蒂夫青木舞台（大阪京瓷巨蛋）[29]
- 2023年10月7日 - “长冈大米百袋节～烟花、美食、音乐～2023”[30]
- 2023年11月4日 - “Sapporo Collection 2023年秋冬时装展”
- 2023年11月25日 - 《Vogue Alive 2023》时装展（涩谷PARCO）[31]
- 2023年11月30日 - “世博会前500天来大阪参加活动吧！”[32][33]
- 2024年1月20日 - COOL JAPAN PARK OSAKA TT Hall
- 2024年2月1日 - 涩谷文化中心大和田樱花馆
- 2024年2月7日 - 中野零大禮堂
- 2024年2月10日 - 香港尖沙咀香港文化中心廣場《國泰新春國際匯演之夜》[34]
- 2024年2月11日 - 香港將軍澳東港城《群英齊舞賀龍年》2024[35]
- 2024年3月31日 - 台灣高雄《大港開唱2024》[36]
- 2024年6月22日 - 北海道新十津川町野外音樂節《Soraon 2024》[37]
- 2024年6月28日至2024年6月30日 - 台北國立臺灣大學綜合體育館1樓 《Avantgardey 亞洲區巡迴－台灣站》 4場
- 2024年7月6日 - 富士電視台節目『相葉◎×部』外製節目『相葉◎×部presents 覆面振付バトル部FES』
- 2024年7月21日 - 香港亞洲國際博覽館 NEON LIT & CLOCKENFLAP PRESENT 《Avantgardey Shall We Dance Live in HONG KONG》
- 2024年7月30日 - 東京台場冒險王特別活動「AVANTGARDEY SUMMER DANCE PARTY」
- 2024年8月17日 - SUMMER SONIC 2024 （東京演出）
- 2024年9月20日 - 韓國首爾 COEX展示場 D大堂(3F)《日韓交流祭2024在首爾》
- 2024年9月15日 - 馬來西亞吉隆坡 柏威年廣場 43 & WEATEC MEDIA PRESENTS 《Avantgardey Asia Tour Malaysia》（成員Miyuu因學業關係不會參與演出）
- 2024年9月16日 - 馬來西亞吉隆坡 雙威金字塔會議中心 43 & WEATEC MEDIA PRESENTS 《Avantgardey Asia Tour Malaysia - COS-MIC Special Apperance》（成員Miyuu因學業關係不會參與演出）
- 2024年9月7日 - 大阪關西國際機場特急列車「Rapi:t」（南海電鐵）和「遙號列車」（JR西日本）通車30周年紀念活動
- 2024年9月14日 - 中國江蘇省常州市新龍森林FULL MOON頒獎典禮暨滿月煙花音樂節（成員Miyuu因學業關係不會參與演出）
- 2024年12月22日 - 馬來西亞吉隆坡 Zepp Kuala Lumpur 《Avantgardey Asia Tour Malaysia》
- 2024年10月17日 - 中國深圳華潤大廈「VOGUE CHINA FORCES OF FASHION 時尚之力盛會開放論壇」2024
- 2024年10月12日 - 台灣臺北市台北流行音樂中心《第59屆廣播金鐘獎》《Avantgardey X Energy》共演
- 2024年11月3日 - 大阪《御堂筋Runway 2024》
- 2024年11月16日 - 大阪府堺市 《FM大阪 LOVE FLAP公開収録 在 三井 SHOPPING PARK 啦啦寶與堺》（本節只有seira、sono、kohana、nagano演出）
- 2025年1月13日 - 阿聯酋杜拜《10億跟隨者論壇》（英語：1 Billion Followers Summit）
- 2025年10月28日至31日 - 台灣新北市 ZEPP NEW TAIPEI《Avantgardey Asia Tour 2025 台北站》

## 其他
日本以外第一間Avantgardey期間限定店曾於2024年6月5日至23日在香港九龍塘又一城LG2層開業。
成員們練習每次都超過10小時，而且不同地方演出也會有當地特色，表演歌曲也有部份是當地限定歌曲。例如伍佰的《妳是我的的花朵》只限定在台灣地區演出。

## 外部連結
- 官方网站
- アバンギャルディ avantgardey的X（前Twitter）
- アバンギャルディ avantgardey的Instagram帳戶
- アバンギャルディ avantgardey的TikTok